# Wilhelm VI. (Angoulême)
Wilhelm VI. Taillefer (franz.: Guillaume Taillefer; † 7. August 1179 in Messina) war ein Graf von Angoulême aus dem Haus Taillefer. Er war ein Sohn des Grafen Vulgrin II. und der Pontia von La Marche.
Er war zweimal verheiratet. Seine erste Frau war Emma, Tochter des Vizegrafen Adémar II. von Limoges und ehemalige Frau des Herzogs Wilhelm X. von Aquitanien. Diese hatte er nach dem Tod des Herzogs 1137 geheiratet und hatte von ihr keine Kinder. Seine zweite Frau war Margarete, Tochter des Vizegrafen Raimund I. von Turenne und Witwe des Vizegrafen Adémar IV. von Limoges. Mit ihr hatte er mehrere Kinder:
- Vulgrin III. († 1181), Graf von Angoulême
- Wilhelm VII. Taillefer († vor 1186), Graf von Angoulême
- Aymar († 1202), Graf von Angoulême
- Almodis, ⚭ (1) Amanieu IV. von Albret (Haus Albret), ⚭ (2) Bernard III. Vizegraf von Brosse
- Griset
- Fulko

Wilhelm verschwor sich 1167 mit dem Grafen Aldebert IV. von La Marche und Gottfried von Lusignan gegen Heinrich II. Plantagenet, den König von England und Ehemann der Herzogin Eleonore von Aquitanien. Diese Revolte wurde allerdings bis 1169 von diesem niedergeschlagen. Im Jahr 1173 unterstützte Wilhelm die Revolte des jungen Herzogs Richard Löwenherz gegen dessen Vater, welche allerdings erneut erfolglos verlief.
Im Jahr 1176 schloss sich Wilhelm schließlich mit anderen führenden Adligen Aquitaniens wie Vizegraf Adémar V. von Limoges gegen Herzog Richard zum Aufstand an. Nachdem sein Sohn Vulgrin aber eine vernichtende Niederlage gegen den Herzog in einer Feldschlacht erfahren hatte, mussten sich die Rebellen ergeben.
Zusammen mit einigen der Rebellen unternahm Wilhelm 1178 wohl aus Buße eine Pilgerreise nach Jerusalem. Auf dem Weg zurück in die Heimat starb er im Jahr darauf in Messina auf Sizilien.